# La casa (film 1976)
La casa è un film del 1976 diretto da Angelino Fons.

## Trama
Un eccentrico milionario decide di costruire un rifugio anti atomico nel quale possono entrare 5 persone.